# ژانگ جینگ (بازیکن واترپلو)
ژانگ جینگ (张婧؛ زادهٔ ۱۶ ژوئن ۱۹۹۶) بازیکن زن واترپلو اهل چین  است.
وی در مسابقات کشوری و بین‌المللی در مجموع برندهٔ ۱ مدال طلا شده‌است.